# Nyctimene albiventer
Nyctimene albiventer — вид рукокрилих, родини Криланових.

## Середовище проживання
Країни поширення: Індонезія, Папуа Нова Гвінея. Вид був записаний від рівня моря до 1900 м над рівнем моря. Проживає в первинних тропічних лісах, будучи менш поширеними в вторинних лісах, садах, плантаціях, саванах і мусонних лісах.

## Стиль життя
Тварини ночують окремо або в парах мати-дитина протягом періоду зростання.